# Margareta Keszeg
Margareta Keszeg (Margareta Elena în timpul căsătoriei; n. 31 august 1965, Mediaș, Sibiu, România) este o fostă atletă română, specialistă în cursele de semifond⁠(d).

## Biografie
A strălucit, în special, în competițile „de sală”, în cursa de 3 000 de metri, câștigând trei medalii la Campionatele mondiale în sală: bronz în 1989 și argint în 1991 și 1993. De asemenea, ea a câștigat trei medalii la Campionatele Europene în sală: aur în 1992 și argint în 1990 și 1994. La Campionatul European de Cros din 1994 a obținut medalia de aur cu echipa României.

A primit titlul de Maestră Emerită a Sportului. În 2004 ea a primit Ordinul Meritul Sportiv clasa a III-a.

### Palmares
| An   | Competiție                               | Locație                        | Loc | Eveniment | Note    |
| ---- | ---------------------------------------- | ------------------------------ | --- | --------- | ------- |
| 1983 | Campionatul European de Juniori (sub 20) | Schwechat, Austria             | 1   | 1500 m    | 4:13,17 |
| 1984 | Campionatul Mondial de Cros              | East Rutherford, Statele Unite | 52  | 5 km      | 17:02   |
| 1984 | Campionatul Mondial de Cros              | East Rutherford, Statele Unite | 5   | echipe    | 17:02   |
| 1985 | Jocurile Mondiale în sală                | Paris, Franța                  | 5   | 1500 m    | 4:21,02 |
| 1985 | Universiada                              | Kobe, Japonia                  | 5   | 4x400 m   | 3:36,88 |
| 1985 | Universiada                              | Kobe, Japonia                  | 2   | 1500 m    | 4:07,55 |
| 1985 | Universiada                              | Kobe, Japonia                  | –   | 3000 m    | NT      |
| 1986 | Campionatele Europene în sală            | Madrid, Spania                 | 5   | 3000 m    | 9:09,95 |
| 1989 | Campionatele Mondiale în sală            | Budapesta, Ungaria             | 3   | 1500 m    | 8:48,70 |
| 1990 | Campionatele Europene în sală            | Glasgow, Marea Britanie        | 2   | 3000 m    | 8:57,50 |
| 1990 | Campionatele Europene                    | Split                          | 5   | 3000 m    | 8:48,04 |
| 1991 | Campionatele Mondiale în sală            | Sevilla, Spania                | 2   | 3000 m    | 8:51,51 |
| 1991 | Campionatele Mondiale                    | Tokio, Japonia                 | 5   | 3000 m    | 8:42,02 |
| 1992 | Campionatele Europene în sală            | Genova, Italia                 | 1   | 3000 m    | 8:59,80 |
| 1992 | Jocurile Olimpice                        | Barcelona, Spania              | 11  | 3000 m    | 9:03,16 |
| 1993 | Campionatele Mondiale în sală            | Toronto, Canada                | 2   | 3000 m    | 9:02,89 |
| 1993 | Campionatul Mondial                      | Stuttgart, Germania            | 21  | 3000 m    | 8:59,21 |
| 1994 | Campionatele Europene în sală            | Paris, Franța                  | 2   | 3000 m    | 8:55,61 |
| 1994 | Campionatul Mondial de Cros              | Budapesta, Ungaria             | 11  | 6,2 km    | 21:06   |
| 1994 | Campionatul Mondial de Cros              | Budapesta, Ungaria             | 11  | echipe    | 21:06   |
| 1994 | Campionatul European de Cros             | Alnwick, Marea Britanie        | 16  | 4,5 km    | 14:56   |
| 1994 | Campionatul European de Cros             | Alnwick, Marea Britanie        | 1   | echipe    | 14:56   |
| 1998 | Campionatul Mondial de Cros              | Marrakech, Maroc               | 28  | 4 km      | 13:15   |
| 1998 | Campionatul Mondial de Cros              | Marrakech, Maroc               | 5   | echipe    | 13:15   |

### Recorduri
| Proba   | Proba        | Performanța     | Oraș      | Data           |
| ------- | ------------ | --------------- | --------- | -------------- |
| 3 000 m | În aer liber | 8 min 42 sec 02 | Tokyo     | 26 august 1991 |
| 3 000 m | În sală      | 8 min 48 s 70   | Budapesta | 4 martie 1989  |